# Thermodiaptomus
Thermodiaptomus là một chi động vật giáp xác trong họ Diaptomidae.

## Các loài
Chi này gồm các loài:
- Thermodiaptomus congruens (G. O. Sars, 1927)
- Thermodiaptomus galebi (Barrois, 1891)
- Thermodiaptomus galeboides (G. O. Sars, 1909)
- Thermodiaptomus mixtus (G. O. Sars, 1909)
- Thermodiaptomus syngenes (Kiefer, 1929)
- Thermodiaptomus yabensis (S. Wright & Tressler, 1928)